# Markgräfliches Schloss Erlangen
Markgräfliches Schloss Erlangen – barokowa budowla, znajdująca się w Erlangen. Obecnie należy do Uniwersytetu Fryderyka i Aleksandra. Służy jako jego główny budynek administracyjny. Nieopodal znajduje się Oranżeria.

## Źródła
- Christoph Friederich, Bertold Freiherr von Haller, Andreas Jakob (Hrsg.): Erlanger Stadtlexikon. W. Tümmels Verlag, Nürnberg 2002, ISBN 3-921590-89-2.